# Mona Latif-Ghattas
Pour les articles homonymes, voir Latif (homonymie) et Ghattas.
Mona Latif-Ghattas, née le 7 août 1946 au Caire et morte le 24 décembre 2021 à Montréal, est une romancière, poète et traductrice québécoise d'origine égyptienne.

## Biographie
Auteure, traductrice, conteuse, metteure en scène de récitals poétiques et compositrice, Mona Latif-Ghattas est née en 1964 au Caire, en Égypte. Elle fait ses études primaires et secondaires au Pensionnat du Sacré-Cœur de Ghamra. En 1966, elle immigre au Canada où elle obtient un baccalauréat en Études dramatiques de l’Université du Québec à Montréal en 1980 ainsi qu’une maitrise en Création littéraire de l’Université de Montréal en 1982,,,,.
En plus de signer des textes dans plusieurs revues spécialisées (Humanitas, Pratiques Théâtrales et La Nouvelle Barre du jour), elle publie plusieurs recueils de poésie et des romans. Certains de ses ouvrages sont également traduits en arabe et en anglais.
En poésie, elle fait paraître plusieurs titres dont Quarante voiles pour un exil (Trois, 1986), Les cantates du deuil éclairé (Trois, 1998), La triste beauté du monde (Éditions du Noroît, 1993), Ambre et lumière (Éditions du Noroît, 2006), Les chants modernes au bien-aimé (Mémoire d'encrier, 2008) ainsi qu'Un moment Anne (Éditions du Noroît, 2013),,,,,.
Comme romancière, elle publie notamment Les Voix du jour et de la nuit (Éditions Boréal, 1988), Le Double conte de l'exil (Éditions Boréal, 1990) ainsi que Les lunes de miel (Éditions Leméac, 1996),,,.
Récipiendaire du Prix du Salon international des poètes francophones du Bénin (2009), elle reçoit également la Médaille de La Cité des Sciences et de la Culture du Caire (2009),,
Mona Latif-Ghattas est membre de l'Union des Écrivains Québécois.
Elle meurt le 24 décembre 2021, à l'âge de 75 ans.

## Œuvres

### Poésie
- Nicolas, le fils du Nil, Le Caire, Elias Modern Pub. & Co., 1985, 158 p. [Réédition : Laval, Trois, 1999, 195 p.] (ISBN 2-89516-006-6)
- Les chants du Karawane, Le Caire, Elias Modern Pub. & Co., Sherbrooke, Distribution Naaman, 1985, 95 p.
- Quarante voiles pour un exil, Laval, Trois, 1986, 105 p. (ISBN 2980053538)
- La triste beauté du monde : poèmes, 1981-1991, Montréal, Éditions du Noroît, 1993, 100 p. (ISBN 2-89018-268-1)
- Les cantates du deuil éclairé, Laval, Trois, 1998, 87 p. (ISBN 2-920887-93-9)
- Le livre ailé : traversées poétiques, Laval, Trois, 2004, 74 p. (ISBN 2-89516-064-3)
- Ambre et lumière, Montréal, Éditions du Noroît, Le Caire, ESIG, 2006, 115 p. (ISBN 2-89018-584-2)
- Les chants modernes au bien-aimé, Montréal, Mémoire d'encrier, 2008, 76 p. (ISBN 978-2-923153-88-9)
- Miniatures sidérales, Montréal, Éditions du Noroît, 2010, 62 p. (ISBN 978-2-89018-688-0)
- Un moment Anne, Montréal, Éditions du Noroît, 2013, 2013 p. (ISBN 9782890188136)
- Alors dit-elle, suivi de, Écailles alexandrines, Paris, L'Harmattan, 2015, 110 p. (ISBN 9782343056692)

### Romans
- Les Voix du jour et de la nuit, avec une préface de Jacques Hassoun, Montréal, Éditions Boréal, 1988, 118 p. (ISBN 2890522393)
- Le Double conte de l'exil, Montréal, Éditions Boréal, 1990, 171 p. (ISBN 2890523306)
- Les lunes de miel, Montréal, Éditions Leméac, 1996, 270 p. (ISBN 2-7609-3181-1)
- Les filles de Sophie Barat, Montréal, Éditions Leméac, 1999, 254 p. (ISBN 2-7609-3220-6)
- Le pays du devenir : itinéraire d'une enfant égyptienne, Paris, La Boîte à Pandore, 2020, 254 p. (ISBN 9782875574695 et 9782875574695)

### Traductions
- Doniazade, de May Telmissany, traduit de l'arabe par Mona Latif-Gathas, Paris, Actes Sud, 2000, 67 p. (ISBN 9782742726134)
- La dernière danse de Salomé, de Mohamed Salmawy, traduit de l'arabe par Mona Latif-Gathas, Paris, L'Hamattan, 2001, 135 p. (ISBN 9782296272279)
- Héliopolis, de May Telmissany, traduit de l'arabe par Mona Latif-Gathas, Paris, Actes Sud, 2003, 200 p. (ISBN 9782742741311)
- Reine des Cœurs, de Yacoob El Charouni, traduit par Mona Latif-Gathas, Le Caire, Elias Publishing House, 2005, n.p.
- Les ailes enchantées, de Yacoob El Charouni, traduit par Mona Latif-Gathas, Le Caire, Elias Publishing House, 2005, n.p.
- Naguid Mahfouz : Le dernier roman, de Mohamed Salmawy, traduit de l'arabe par Mona Latif-Gathas, Paris, L'Hamattan, 2009, 158 p. (ISBN 978-2-296-06913-8)
- Un vent digne d'être lu, de Sharif Al Shafiey, traduit de l'arabe par Mona Latif-Gathas, Paris, L'Harmattan, 2014, 86 p. (ISBN 978-2-343-03459-1)

## Prix et honneurs
- 2007 - Récipiendaire : Trophée Femmes Arabes du Québec
- 2007 - Récipiendaire : Trophée d’honneur de l’Institut Supérieur des Langues du Caire
- 2009 - Récipiendaire : Prix du Salon international des poètes francophones du Bénin (pour Ambre et lumière)[1]
- 2009 - Récipiendaire : Médaille de La Cité des Sciences et de la Culture du Caire[16]
- 2010 - Récipiendaire : Médaille du Centenaire de St Cyril